# مرس (يريم)

تعديل مصدري - تعديل

مرس هي إحدى قرى عزلة رعين بمديرية يريم التابعة لمحافظة إب، بلغ تعداد سكانها 2611 نسمة حسب تعداد اليمن لعام 2004.